# Hans Huis in 't Veld
Johannes Cornelis Huis in 't Veld (11 september 1947) is een Nederlands waterbouwkundige. Hij was hoofd bouwbureau bij de bouw van de Oosterscheldekering. Na afloop van de Deltawerken stapte hij over naar het bedrijfsleven, waar hij o.a. leiding gaf aan DHV en TNO.

## Rijkswaterstaat
Na zijn opleiding aan de TU Delft, waar hij in 1972 afstudeerde, werkte Huis in 't Veld bij de Deltadienst van Rijkswaterstaat, waar hij in eerste instantie betrokken was bij de laatste fase van de aanleg van de Brouwersdam en vervolgens bij de aanleg van de Philipsdam en de Oesterdam. Hij hield zich daarna bezig met de meetdienst voor de stormvloedkering in Burghsluis. In deze tijd heeft hij het project geleid voor de bouw van het onderwaterinspectievaartuig (een ROV), de Portunus. Daarna werd hij hoofd van het bouwbureau voor de stormvloedkering. 
Na afronding van de Oosterscheldewerken werd hij hoofd van de hoofdafdeling Natte Waterbouw van de Bouwdienst van Rijkswaterstaat.

## Bedrijfsleven
In 1990 werd Huis in 't Veld directeur van DHV Milieu en Infrastructuur, in 1995 werd hij voorzitter van de Raad van Bestuur van DHV. Hij werd in november 2003 directeur van TNO en in 2007 voorzitter van de Raad van Bestuur van TNO. In 2013/2014 is hij enkele maanden interim-directeur geweest bij Ballast Nedam. 

## Commissiewerk
Huis in 't Veld was daarnaast ook lid van de Raad van Commissarissen van Ballast Nedam (2006-2014), lid van de adviesraad van Allseas, Commissaris bij Steam Ocean B.V.,  lid van de Raad van Toezicht van Deltares, Lid van de board van Eurotech en bestuurslid van EARTO (European Association of Research & Technology Organisations). Verder is hij commissaris bij de Janssen de Jong Groep en bij Uniper Benelux Holding B.V en commissaris bij N.V. Westerscheldetunnel. Van 1995 - 2003 was hij lid Commissie Technologie, VNO-NCW, van 2009 - 2013 voorzitter van  Bewuste Bouwers, van 2008 - 2014 commissaris (voorzitter), Science Port Holland. Vanaf 5 februari 2004 is hij lid van de ministeriële Regieraad voor de Bouw, en vanaf 2006 lid van de door de overheid ingestelde programmacommissie Zuidvleugel Randstad. Hij was tot 2019 het boegbeeld van de Topsector Water & Maritiem van de Rijksdienst voor Ondernemend Nederland. Hij was van 2011- 12015 voorzitter van de raad van toezicht bij de Stichting Nederlandse Vrijwilligers

## Zeilen
Van 2008-2012 hebben Huis in 't Veld en zijn vrouw doubled handed in etappes rond de wereld gezeild. Hans is sinds 2019 voorzitter van de stichting Dutch Sail.

## Erkenning
Huis in 't Veld is Officier in de Orde van Oranje-Nassau.

## Publicaties
- Doorlaatwerk in de Brouwersdam Rijkswaterstaat Deltadienst, 1973
- Verbinding met werkeiland Philipsdam Rijkswaterstaat, Deltadienst, 1976
- Nota fasering sluiting compartimenteringsdammen t.o.v. stormvloedkering Oosterschelde Rijkswaterstaat Deltadienst, 1977
- Interim-nota nr. 2: fasering en sluitingsmethode compartimenteringsdammen Rijkswaterstaat Deltadienst 1978
- Interim-nota sluitingsmiddelen Philips- en Oesterdam: werkgroep sluitingsmiddelen Rijkswaterstaat Deltadienst, 1978
- Nota fasering en sluitingsmethode compartimenteringsdammen : concept Rijkswaterstaat Deltadienst, 1978]
- Interim-nota nr. 3: Fasering en sluitingsmethode compartimenteringsdammen Rijkswaterstaat Deltadienst, 1980
- Evaluatie Ontwerp Sluizencomplex Philipsdam Deltadienst DDWWO 80-20.005, 1980
- https://open.rijkswaterstaat.nl/open-overheid/onderzoeksrapporten/@148947/ontwerp-sluizenkomplex-philipsdam/#highlight=Huis%20in%20't%20Veld Rijkswaterstaat Deltadienst DD.WWO-81.20.003  1981
- Underwater inspection system for the Eastern Scheldt barrier 1982 14th OTC 1982
- Stormvloedkering Oosterschelde: Survey Rijkswaterstaat, Deltadienst, 1983
- Grevelingen from an estuary to a saline lake Water Science and Technology, 1984 - 16(1-2), 27-50.
- Proefproject dijkverbetering Sliedrecht (met Vrijling, J.K.; Hoozemans, H.J.M.; Ebbens, E.H.; Hoogendoorn, A.D.) Rijkswaterstaat - Rijkswaterstaat Bouwdienst 1986
- Design and operations of closure works Rijkswaterstaat, Deltadienst, 1986
- Beleidsanalyse dijkversterking Sliedrecht Rijkswaterstaat, Bouwdienst, rapport SSWB-R-87010 1987
- The closure of tidal basins: Closing of estuaries: tidal inlets and dike breaches 1987, ISBN 90-6275-287-X
- Randvoorwaarden voor ontwerpen stormvloedkering Nieuwe Waterweg : inleiding Symposium stormvloedkering Nieuwe Waterweg 23 februari 1988 Rijkswaterstaat 1988
- Waterbouw : beleidsanalyse en milieu-effectrapportage Rijkswaterstaat, Dir. Zeeland, 1989

- International Standard Name Identifier: 0000 0003 7396 8904
- Nationale Bibliotheek van Israël: 987007322134405171
- Virtual International Authority File: 40806165